# نواده
نواده (به صربی: Nevade) یک روستا در صربستان است که در Moravica District واقع شده‌است.
 نواده ۸٫۳۴ کیلومتر مربع مساحت و ۶۲۷ نفر جمعیت دارد و ۴۰۵ متر بالاتر از سطح دریا واقع شده‌است.